# Großer Preis von Österreich 1986
Der Große Preis von Österreich 1986 (offiziell XXIV Großer Preis von Osterreich) fand am 17. August auf dem Österreichring in der Nähe von Zeltweg statt und war das zwölfte Rennen der Formel-1-Weltmeisterschaft 1986.

## Berichte

### Hintergrund
Mit unverändertem Teilnehmerfeld trat die Formel 1 eine Woche nach der Grand-Prix-Premiere in Ungarn zum zwölften WM-Lauf des Jahres in Österreich an.
Bei Arrows und Minardi existierte nach wie vor nur ein Exemplar der neuen Wagen A8 beziehungsweise M186. Die jeweiligen Teamkollegen wechselten sich darin ab.

### Training
Überraschend qualifizierten sich mit Teo Fabi und Gerhard Berger zwei Fahrer des noch relativ jungen, aber aufstrebenden Teams Benetton-BMW für die erste Startreihe. Neben McLaren-Porsche-Pilot Keke Rosberg qualifizierte sich mit Riccardo Patrese im Brabham ein dritter mit einem BMW-Motor ausgestatteter Fahrer für einen der vorderen Plätze. Der amtierende Weltmeister Alain Prost erreichte den fünften Platz vor seinen drei Konkurrenten im Kampf um den WM-Titel, Nigel Mansell, Nelson Piquet und Ayrton Senna.
Während des Warm-up führten Probleme an Patreses Wagen dazu, dass dieser nicht hätte am Rennen hätte teilnehmen können, wenn sein in der Startaufstellung schlechter platzierter Teamkollege Derek Warwick nicht seinen Wagen zur Verfügung gestellt und seinerseits auf den Start verzichtet hätte.

### Rennen
Berger ging zunächst vor Fabi, Prost, Mansell, Piquet, Rosberg und Senna in Führung. Während die beiden Benetton-Piloten sich einen Vorsprung herausfahren konnten, fiel Senna wegen eines Elektrikdefektes ab der siebten Runden weit zurück und schied schließlich aufgrund eines Motorschadens aus.
In der 17. Runde übernahm Fabi die Führung, die er jedoch nur wenige Meter behielt, da er aufgrund eines Motorproblems aufgeben musste. Prost verlor in Runde 21 durch einen Boxenstopp zum Reifen wechseln den zweiten Rang an Mansell. Dieser übernahm in der 26. Runde die Führung, als Berger aufgrund eines Elektrikdefektes die Box ansteuern musste. Der Österreicher kam nach einer Reparatur als Letzter zurück auf die Strecke. Als Mansell in Runde 29 seine Reifen wechseln ließ, übernahm Prost die Spitze und verteidigte sie bis ins Ziel. Dies wurde dadurch begünstigt, dass beide Williams-Piloten aufgrund von technischen Defekten ausschieden.
Hinter Prost erreichten die beiden Ferrari-Piloten Michele Alboreto und Stefan Johansson sowie die Fahrer des Lola-Fahrzeuge einsetzenden Team Haas, Alan Jones und Patrick Tambay, das Ziel und erzielten somit das beste Ergebnis für ihr jeweiliges Team in der Saison 1986. Ähnlich erging es Christian Danner, der als Sechster nicht nur seinen ersten WM-Punkt in der Formel 1, sondern auch das einzige Punkteresultat für Arrows in der laufenden Saison sicherstellte.

## Meldeliste
| Team                           | Nr. | Fahrer             | Chassis        | Motor                         | Reifen |
| ------------------------------ | --- | ------------------ | -------------- | ----------------------------- | ------ |
| Marlboro McLaren International | 01  | Alain Prost        | McLaren MP4/2C | TAG/Porsche TTE PO1 1.5 V6t   | G      |
| Marlboro McLaren International | 02  | Keke Rosberg       | McLaren MP4/2C | TAG/Porsche TTE PO1 1.5 V6t   | G      |
| Data General Team Tyrrell      | 03  | Martin Brundle     | Tyrrell 015    | Renault EF15 1.5 V6t          | G      |
| Data General Team Tyrrell      | 04  | Philippe Streiff   | Tyrrell 015    | Renault EF15 1.5 V6t          | G      |
| Canon Williams Honda Team      | 05  | Nigel Mansell      | Williams FW11  | Honda RA166E 1.5 V6t          | G      |
| Canon Williams Honda Team      | 06  | Nelson Piquet      | Williams FW11  | Honda RA166E 1.5 V6t          | G      |
| Motor Racing Developments      | 07  | Riccardo Patrese   | Brabham BT55   | BMW M12/13 1.5 L4t            | P      |
| Motor Racing Developments      | 08  | Derek Warwick      | Brabham BT55   | BMW M12/13 1.5 L4t            | P      |
| John Player Special Team Lotus | 11  | Johnny Dumfries    | Lotus 98T      | Renault EF15B 1.5 V6t         | G      |
| John Player Special Team Lotus | 12  | Ayrton Senna       | Lotus 98T      | Renault EF15B 1.5 V6t         | G      |
| West Zakspeed Racing           | 14  | Jonathan Palmer    | Zakspeed 861   | Zakspeed 1500/4 1.5 L4t       | G      |
| West Zakspeed Racing           | 29  | Huub Rothengatter  | Zakspeed 861   | Zakspeed 1500/4 1.5 L4t       | G      |
| Team Haas (USA) Ltd            | 15  | Alan Jones         | Lola THL2      | Ford Cosworth GBA 1.5 V6t     | G      |
| Team Haas (USA) Ltd            | 16  | Patrick Tambay     | Lola THL2      | Ford Cosworth GBA 1.5 V6t     | G      |
| Barclay Arrows BMW             | 17  | Christian Danner   | Arrows A8      | BMW M12/13 1.5 L4t            | G      |
| Barclay Arrows BMW             | 18  | Thierry Boutsen    | Arrows A9      | BMW M12/13 1.5 L4t            | G      |
| Benetton Formula Ltd           | 19  | Teo Fabi           | Benetton B186  | BMW M12/13 1.5 L4t            | P      |
| Benetton Formula Ltd           | 20  | Gerhard Berger     | Benetton B186  | BMW M12/13 1.5 L4t            | P      |
| Osella Squadra Corse           | 21  | Piercarlo Ghinzani | Osella FA1G    | Alfa Romeo 890T 1.5 V8t       | P      |
| Osella Squadra Corse           | 22  | Allen Berg         | Osella FA1F    | Alfa Romeo 890T 1.5 V8t       | P      |
| Minardi F1 Team                | 23  | Andrea de Cesaris  | Minardi M185B  | Motori Moderni 615-90 1.5 V6t | P      |
| Minardi F1 Team                | 24  | Alessandro Nannini | Minardi M186   | Motori Moderni 615-90 1.5 V6t | P      |
| Équipe Ligier                  | 25  | René Arnoux        | Ligier JS27    | Renault EF15 1.5 V6t          | P      |
| Équipe Ligier                  | 26  | Philippe Alliot    | Ligier JS27    | Renault EF15 1.5 V6t          | P      |
| Scuderia Ferrari SpA SEFAC     | 27  | Michele Alboreto   | Ferrari F1/86  | Ferrari 032 1.5 V6t           | G      |
| Scuderia Ferrari SpA SEFAC     | 28  | Stefan Johansson   | Ferrari F1/86  | Ferrari 032 1.5 V6t           | G      |

## Klassifikationen

### Qualifying
| Pos. | Fahrer             | Konstrukteur           | Qualifikationstraining 1 | Qualifikationstraining 1 | Qualifikationstraining 2 | Qualifikationstraining 2 | Start |
| Pos. | Fahrer             | Konstrukteur           | Zeit                     | Ø-Geschwindigkeit        | Zeit                     | Ø-Geschwindigkeit        | Start |
| ---- | ------------------ | ---------------------- | ------------------------ | ------------------------ | ------------------------ | ------------------------ | ----- |
| 01   | Teo Fabi           | Benetton-BMW           | 1:26,421                 | 247,523 km/h             | 1:23,549                 | 256,032 km/h             | 01    |
| 02   | Gerhard Berger     | Benetton-BMW           | 1:25,638                 | 249,786 km/h             | 1:23,743                 | 255,439 km/h             | 02    |
| 03   | Keke Rosberg       | McLaren-TAG-Porsche    | 1:23,956                 | 254,791 km/h             | 1:23,903                 | 254,952 km/h             | 03    |
| 04   | Riccardo Patrese   | Brabham-BMW            | 1:26,648                 | 246,875 km/h             | 1:24,044                 | 254,524 km/h             | 04    |
| 05   | Alain Prost        | McLaren-TAG-Porsche    | 1:24,346                 | 253,613 km/h             | 1:25,285                 | 250,820 km/h             | 05    |
| 06   | Nigel Mansell      | Williams-Honda         | 1:25,515                 | 250,146 km/h             | 1:24,635                 | 252,746 km/h             | 06    |
| 07   | Nelson Piquet      | Williams-Honda         | 1:25,090                 | 251,395 km/h             | 1:24,697                 | 252,561 km/h             | 07    |
| 08   | Ayrton Senna       | Lotus-Renault          | 1:26,650                 | 246,869 km/h             | 1:25,249                 | 250,926 km/h             | 08    |
| 09   | Michele Alboreto   | Ferrari                | 1:26,152                 | 248,296 km/h             | 1:25,561                 | 250,011 km/h             | 09    |
| 10   | Derek Warwick      | Brabham-BMW            | 1:26,892                 | 246,181 km/h             | 1:25,726                 | 249,530 km/h             | 10    |
| 11   | Philippe Alliot    | Ligier-Renault         | 1:26,999                 | 245,879 km/h             | 1:25,917                 | 248,975 km/h             | 11    |
| 12   | René Arnoux        | Ligier-Renault         | 1:26,797                 | 246,451 km/h             | 1:26,312                 | 247,836 km/h             | 12    |
| 13   | Patrick Tambay     | Lola-Ford              | 1:27,628                 | 244,114 km/h             | 1:26,489                 | 247,329 km/h             | 13    |
| 14   | Stefan Johansson   | Ferrari                | 1:27,263                 | 245,135 km/h             | 1:26,646                 | 246,880 km/h             | 14    |
| 15   | Johnny Dumfries    | Lotus-Renault          | 1:27,212                 | 245,278 km/h             | 1:27,833                 | 243,544 km/h             | 15    |
| 16   | Alan Jones         | Lola-Ford              | 1:27,420                 | 244,695 km/h             | 1:27,476                 | 244,538 km/h             | 16    |
| 17   | Martin Brundle     | Tyrrell-Renault        | 1:28,572                 | 241,512 km/h             | 1:28,018                 | 243,032 km/h             | 17    |
| 18   | Thierry Boutsen    | Arrows-BMW             | 1:29,155                 | 239,933 km/h             | 1:28,598                 | 241,441 km/h             | 18    |
| 19   | Alessandro Nannini | Minardi-Motori Moderni | 1:31,974                 | 232,579 km/h             | 1:28,645                 | 241,313 km/h             | 19    |
| 20   | Philippe Streiff   | Tyrrell-Renault        | 1:31,455                 | 233,899 km/h             | 1:28,951                 | 240,483 km/h             | 20    |
| 21   | Jonathan Palmer    | Zakspeed               | 1:29,073                 | 240,154 km/h             | 1:29,583                 | 238,786 km/h             | 21    |
| 22   | Christian Danner   | Arrows-BMW             | 1:29,430                 | 239,195 km/h             | 1:40,236                 | 213,408 km/h             | 22    |
| 23   | Andrea de Cesaris  | Minardi-Motori Moderni | 1:33,263                 | 229,364 km/h             | 1:29,615                 | 238,701 km/h             | 23    |
| 24   | Huub Rothengatter  | Zakspeed               | 2:21,202                 | 151,494 km/h             | 1:32,512                 | 231,226 km/h             | 24    |
| 25   | Piercarlo Ghinzani | Osella-Alfa Romeo      | 1:35,070                 | 225,005 km/h             | 1:33,988                 | 227,595 km/h             | 25    |
| 26   | Allen Berg         | Osella-Alfa Romeo      | 1:38,731                 | 216,661 km/h             | 1:36,150                 | 222,477 km/h             | 26    |

### Rennen
| Pos. | Fahrer             | Konstrukteur           | Runden | Stopps | Zeit        | Start | Schnellste Runde |
| ---- | ------------------ | ---------------------- | ------ | ------ | ----------- | ----- | ---------------- |
| 01   | Alain Prost        | McLaren-TAG-Porsche    | 52     | 1      | 1:21:22,531 | 05    | 1:30,751 (32.)   |
| 02   | Michele Alboreto   | Ferrari                | 51     | 0      | + 1 Runde   | 09    | 1:33,915 (23.)   |
| 03   | Stefan Johansson   | Ferrari                | 50     | 1      | + 2 Runden  | 14    | 1:33,400 (42.)   |
| 04   | Alan Jones         | Lola-Ford              | 50     | 0      | + 2 Runden  | 16    | 1:34,431 (04.)   |
| 05   | Patrick Tambay     | Lola-Ford              | 50     | 0      | + 2 Runden  | 13    | 1:34,103 (49.)   |
| 06   | Christian Danner   | Arrows-BMW             | 49     | 1      | + 3 Runden  | 22    | 1:34,844 (30.)   |
| 07   | Gerhard Berger     | Benetton-BMW           | 49     | 1      | + 3 Runden  | 02    | 1:29,444 (49.)   |
| 08   | Huub Rothengatter  | Zakspeed               | 48     | 1      | DNF         | 24    | 1:36,990 (06.)   |
| 09   | Keke Rosberg       | McLaren-TAG-Porsche    | 47     | 0      | DNF         | 03    | 1:31,704 (31.)   |
| 10   | René Arnoux        | Ligier-Renault         | 47     | 0      | + 5 Runden  | 12    | 1:30,958 (47.)   |
| 11   | Piercarlo Ghinzani | Osella-Alfa Romeo      | 46     | 0      | + 6 Runden  | 25    | 1:39,607 (03.)   |
| –    | Nigel Mansell      | Williams-Honda         | 32     | 1      | DNF         | 06    | 1:31,831 (32.)   |
| –    | Nelson Piquet      | Williams-Honda         | 29     | 1      | DNF         | 07    | 1:32,633 (26.)   |
| –    | Thierry Boutsen    | Arrows-BMW             | 25     | 0      | DNF         | 18    | 1:36,132 (07.)   |
| –    | Teo Fabi           | Benetton-BMW           | 17     | 0      | DNF         | 01    | 1:31,522 (10.)   |
| –    | Philippe Alliot    | Ligier-Renault         | 16     | 0      | DNF         | 11    | 1:33,845 (13.)   |
| –    | Alessandro Nannini | Minardi-Motori Moderni | 13     | 0      | DNF         | 19    | 1:35,459 (03.)   |
| –    | Andrea de Cesaris  | Minardi-Motori Moderni | 13     | 0      | DNF         | 23    | 1:36,392 (12.)   |
| –    | Ayrton Senna       | Lotus-Renault          | 13     | 3      | DNF         | 08    | 1:33,437 (05.)   |
| –    | Martin Brundle     | Tyrrell-Renault        | 12     | 0      | DNF         | 17    | 1:34,997 (04.)   |
| –    | Philippe Streiff   | Tyrrell-Renault        | 10     | 0      | DNF         | 20    | 1:35,965 (03.)   |
| –    | Johnny Dumfries    | Lotus-Renault          | 9      | 0      | DNF         | 15    | 1:35,941 (07.)   |
| –    | Jonathan Palmer    | Zakspeed               | 8      | 0      | DNF         | 21    | 1:36,560 (03.)   |
| –    | Allen Berg         | Osella-Alfa Romeo      | 6      | 0      | DNF         | 26    | 1:39,234 (04.)   |
| –    | Riccardo Patrese   | Brabham-BMW            | 2      | 0      | DNF         | 04    | 1:46,938 (01.)   |
| DNS  | Derek Warwick      | Brabham-BMW            | –      | –      | –           | 10    | –                |

## WM-Stände nach dem Rennen
Die ersten sechs des Rennens bekamen 9, 6, 4, 3, 2 bzw. 1 Punkt(e). In der Fahrerwertung wurden die besten elf Resultate, in der Konstrukteurswertung alle Resultate gewertet.

### Fahrerwertung
| Pos. | Fahrer           | Konstrukteur        | Punkte |
| ---- | ---------------- | ------------------- | ------ |
| 01   | Nigel Mansell    | Williams-Honda      | 55     |
| 02   | Alain Prost      | McLaren-TAG-Porsche | 53     |
| 03   | Ayrton Senna     | Lotus-Renault       | 48     |
| 04   | Nelson Piquet    | Williams-Honda      | 47     |
| 05   | Keke Rosberg     | McLaren-TAG-Porsche | 19     |
| 06   | Jacques Laffite  | Ligier-Renault      | 14     |
| 07   | René Arnoux      | Ligier-Renault      | 14     |
| 08   | Stefan Johansson | Ferrari             | 14     |
| 09   | Michele Alboreto | Ferrari             | 12     |
| 10   | Gerhard Berger   | Benetton-BMW        | 6      |
| 11   | Martin Brundle   | Tyrrell-Renault     | 5      |
| 12   | Alan Jones       | Lola-Hart/-Ford     | 3      |
| 13   | Riccardo Patrese | Brabham-BMW         | 2      |
| 14   | Patrick Tambay   | Lola-Hart/-Ford     | 2      |
| 15   | Teo Fabi         | Benetton-BMW        | 2      |

| Pos. | Fahrer             | Konstrukteur                   | Punkte |
| ---- | ------------------ | ------------------------------ | ------ |
| 16   | Johnny Dumfries    | Lotus-Renault                  | 2      |
| 17   | Philippe Streiff   | Tyrrell-Renault                | 1      |
| 18   | Christian Danner   | Arrows-BMW / Osella-Alfa Romeo | 1      |
| 19   | Thierry Boutsen    | Arrows-BMW                     | 0      |
| 20   | Derek Warwick      | Brabham-BMW                    | 0      |
| 21   | Jonathan Palmer    | Zakspeed                       | 0      |
| 22   | Huub Rothengatter  | Zakspeed                       | 0      |
| 23   | Elio de Angelis    | Brabham-BMW                    | 0      |
| 24   | Marc Surer         | Arrows-BMW                     | 0      |
| 25   | Philippe Alliot    | Ligier-Renault                 | 0      |
| 26   | Piercarlo Ghinzani | Osella-Alfa Romeo              | 0      |
| 27   | Allen Berg         | Osella-Alfa Romeo              | 0      |
| –    | Alessandro Nannini | Minardi-Motori Moderni         | 0      |
| –    | Andrea de Cesaris  | Minardi-Motori Moderni         | 0      |
| –    | Eddie Cheever      | Lola-Hart/-Ford                | 0      |

### Konstrukteurswertung
| Pos. | Konstrukteur        | Punkte |
| ---- | ------------------- | ------ |
| 01   | Williams-Honda      | 102    |
| 02   | McLaren-TAG-Porsche | 72     |
| 03   | Lotus-Renault       | 50     |
| 04   | Ligier-Renault      | 28     |
| 05   | Ferrari             | 26     |
| 06   | Benetton-BMW        | 8      |
| 07   | Tyrrell-Ford        | 6      |

| Pos. | Konstrukteur           | Punkte |
| ---- | ---------------------- | ------ |
| 08   | Lola-Hart/-Ford        | 5      |
| 09   | Brabham-BMW            | 2      |
| 10   | Arrows-BMW             | 1      |
| 11   | Zakspeed               | 0      |
| 12   | Osella-Alfa Romeo      | 0      |
| –    | Minardi-Motori Moderni | 0      |